# L'Histoire d'Adèle H.
Pour plus de détails, voir Fiche technique et Distribution.
L'Histoire d'Adèle H. est un film français de François Truffaut, sorti en 1975.

## Contexte
C'est le récit d'une érotomanie, illusion délirante d'être aimée — celle dont souffrait la seconde fille de Victor Hugo, Adèle —, telle qu'elle l'a décrite dans les deux premiers volumes de son journal intime, datés respectivement de 1852 et 1853 et édités pour la première fois en 1968 et 1971, par un professeur de littérature française aux États-Unis, Frances Vernor Guille (1908-1975).

## Synopsis
En 1863, en pleine guerre de Sécession américaine, des soldats britanniques sont présents à Halifax en Nouvelle-Écosse (Canada), prêts à intervenir si le Royaume-Uni venait à s'engager aux côtés de la confédération sudiste. Adèle (Isabelle Adjani) arrive sur place par un bateau en provenance d'Europe et trouve le logis chez Mme Saunders, une vieille dame. Elle se présente sous une fausse identité, celle de miss Lewly, épouse du docteur Lenormand à Paris.
Adèle recherche à Halifax le lieutenant Albert Pinson (Bruce Robinson), qu'elle aime profondément. Grâce au mari de Mme Saunders, ancien militaire, elle parvient à lui faire remettre une lettre pour signaler sa présence. Albert ne tarde pas à se rendre à la pension de Mme Saunders pour y rencontrer Adèle, mais la rencontre tourne au drame. Le militaire parle de leur amour au passé et demande à Adèle de repartir dans sa famille à Guernesey, prétextant que le père de la jeune fille ne consentirait pas à leur mariage. Adèle, profondément éprise, refuse que leurs chemins se séparent. « Je suis ta femme, définitivement. Nous resterons ensemble jusqu'à notre mort » lui écrit-elle peu après dans une lettre.
Albert fréquente néanmoins une autre femme. Adèle découvre cette liaison mais ne perd pas espoir. Elle se réfugie dans l'écriture pour exprimer ses pensées et écrire à ses parents. Le libraire qui lui vend son papier à lettres, M. Whistler, s'éprend de la jeune femme, mais celle-ci n'a que faire de l'intérêt qu'il lui porte. Un médecin vient un jour ausculter Adèle qui paraît souffrante. Il découvre par sa correspondance qu'elle est la fille de Victor Hugo, dont Mme Saunders ignore la célébrité.
L'écrivain envoie à sa fille une lettre dans laquelle il lui fait part du consentement familial pour son mariage avec Albert. Il lui demande surtout de revenir au plus vite à Guernesey. Adèle présente la lettre à Albert mais celui-ci refuse le mariage. La jeune femme le supplie : « Je me suis donnée à toi, il faut me garder. » « Mais qu'est-ce que vous croyez ? J'ai connu des femmes avant vous, j'en ai connu après vous et j'en connaîtrai encore ! » lui répond-il.
Adèle refuse de voir la réalité en face. Elle écrit à ses parents que le mariage a été célébré. La nouvelle remonte jusqu'au commandement britannique à Halifax. Albert dément auprès de sa hiérarchie. Adèle reçoit plus tard une lettre de son père : « Nous sommes extrêmement déçus par tes façons d'agir. Tu nous as trompés. Tu n'es pas mariée et il n'y a aucun espoir que tu le sois un jour. M. Pinson nous a écrit. Il est formel et il ne t'épousera jamais ».
Le désespoir guette la jeune femme. Elle envisage de faire appel à un hypnotiseur pour obliger Albert à se marier avec elle, mais se rend compte que l'homme est un charlatan. Elle apprend par la suite le mariage d'Albert à Agnès Johnstone, fille d'un juge d'Halifax. Ulcérée, elle se rend chez les Johnstone et affirme au père de la mariée qu'Albert Pinson est déjà son mari, dont elle attend un enfant. Ses affirmations restent sans suite : le mensonge ne mène à rien.
Adèle refuse de rentrer dans sa famille malgré les supplications de son père et la maladie de sa mère, qui meurt peu après. Le régiment du lieutenant Pinson est alors envoyé à la Barbade. Adèle s'y rend à son tour pour suivre Albert. Sombrant dans la folie et la misère, elle est sauvée de l'indigence par madame Baa, qui l'héberge et subvient à ses besoins. Celle-ci apprend qu'Adèle est la fille de Victor Hugo et prend contact avec l'écrivain pour organiser son rapatriement en France.
Une voix off narre les retrouvailles d'Adèle et de son père à Paris, puis la mise sous tutelle de la jeune fille dans une maison de santé où elle va vivre pendant quarante ans avant de mourir dans l'indifférence en 1915.

## Fiche technique
Sauf indication contraire, les informations mentionnées dans cette section peuvent être confirmées par les bases de données cinématographiques IMDb et Allociné,  présentes dans la section « Liens externes ».
- Titre : L'Histoire d'Adèle H.
- Réalisation : François Truffaut
- Scénario : François Truffaut, Jean Gruault, Suzanne Schiffman, adapté du livre Le Journal d'Adèle Hugo
- Musique : Maurice Jaubert
- Décors : Jean-Pierre Kohut-Svelko
- Costumes : Jacqueline Guyot
- Direction de la photographie : Néstor Almendros
- Montage : Yann Dedet
- Son : Michel Laurent
- Production : Marcel Berbert et Claude Miller
- Sociétés de production : United Artists, Les Films du carrosse
- Pays de production :  France
- Langue originale : français
- Format : couleur - 1,66:1 - mono
- Durée : 94 minutes
- Dates de sortie :
  - Espagne : 19 septembre 1975 (Festival de Saint-Sébastien)
  - France : 8 octobre 1975 (sortie nationale) ; 28 juin 2000 (ressortie) ; 3 août 2022 (ressortie en version restaurée)
- Affiche : Jouineau Bourduge (France)

## Distribution
Sauf indication contraire, les informations mentionnées dans cette section peuvent être confirmées par les bases de données cinématographiques IMDb et Allociné,  présentes dans la section « Liens externes ».
- Isabelle Adjani : Adèle Hugo
- Bruce Robinson : le lieutenant Albert Pinson
- Sylvia Marriott : madame Saunders
- Joseph Blatchley : Whistler, le libraire
- Ivry Gitlis : le magicien-magnétiseur
- Ruben Dorey : monsieur Saunders
- Clive Gillingham : Keaton
- Louise Bourdet : la servante de Victor Hugo
- Sir Cecil de Sausmarez : maître Lenoir, le notaire
- Roger Martin : le docteur Murdock
- Mr White : le colonel White
- Madame Louise	: madame Baa
- Jean-Pierre Leursse : le scribe noir
- Raymond Falla : le juge Johnstone (non crédité)
- Carl Hathwell : l'ordonnance de Pinson (non crédité)
- François Truffaut : un officier (non crédité)

## Production
Le tournage a eu lieu du 8 janvier 1975 au 21 mars 1975 à Guernesey et sur l'île de Gorée (Sénégal).

## Analyse
Ce film est une exploration romantique et douloureuse des souffrances de la fille de Victor Hugo, sa quête sans espoir de nier ce père envahissant et de vivre de manière autonome. Le souvenir de la mort tragique de sa sœur Léopoldine Hugo et l'indifférence d'un officier anglais qu'elle croit aimer accentuent son glissement vers la folie.
À propos de  L'Histoire d'Adèle H. , Truffaut écrit[réf. nécessaire] : 

« En établissant le script de L'Enfant sauvage d'après le Mémoire du docteur Jean Itard, nous avions découvert, Jean Gruault et moi, le grand plaisir qui consiste à organiser une histoire de fiction à partir d'événements réels en s'efforçant de ne rien inventer, et de ne pas altérer la vérité du matériel documentaire. S'il est difficile de construire une intrigue unanimiste, mêlant une dizaine de personnages dont les actions s'entrecroisent, il est presque aussi difficile d'écrire un film intimiste mettant en scène un seul personnage sur l'écran. Je crois pourtant que c'est cet aspect solitaire qui m'attirait le plus dans ce projet ; ayant tourné des histoires d'amour à deux personnages et à trois personnages, j'avais l'impression de tenter une expérience passionnante, dévoré par une passion à sens unique. »

## Distinctions

### Récompenses
- Grand prix du cinéma français 1975
- Prix Méliès 1976
- Festival international du film de Carthagène 1976 :
  - Prix spécial de la critique
  - Prix d'interprétation féminine pour Isabelle Adjani
- Cercle des Critiques de Cinéma de New York 1975 :
  - Meilleure actrice pour Isabelle Adjani
  - Meilleur scénario pour François Truffaut, Jean Gruault, Suzanne Schiffman
- National Board of Review 1975 :
  - Meilleur film étranger
  - Meilleure actrice pour Isabelle Adjani
- National Society of Film Critics 1975 : meilleure actrice pour Isabelle Adjani
- David di Donatello 1976 : meilleure actrice étrangère pour Isabelle Adjani
- Prix du syndicat français de la critique de cinéma 1977 : meilleur film

### Nominations
- Césars 1976 :
  - Meilleure actrice pour Isabelle Adjani
  - Meilleur réalisateur pour François Truffaut
  - Meilleurs décors pour Jean-Pierre Kohut-Svelko
- Oscars 1976 : Meilleure actrice pour Isabelle Adjani